# 26e bataillon de marche de tirailleurs sénégalais
Pour les articles homonymes, voir BMTS.
Ne doit pas être confondu avec 26e bataillon de tirailleurs sénégalais ou 26e régiment de tirailleurs sénégalais.
Le 26e bataillon de marche de tirailleurs sénégalais (26e BMTS) est une unité d'infanterie de l'Armée de terre française constituée de tirailleurs sénégalais. Formé en 1948, le bataillon rejoint l'Indochine où il combat contre le Việt Minh. Il est dissous après la fin de la guerre d'Indochine.

## Historique

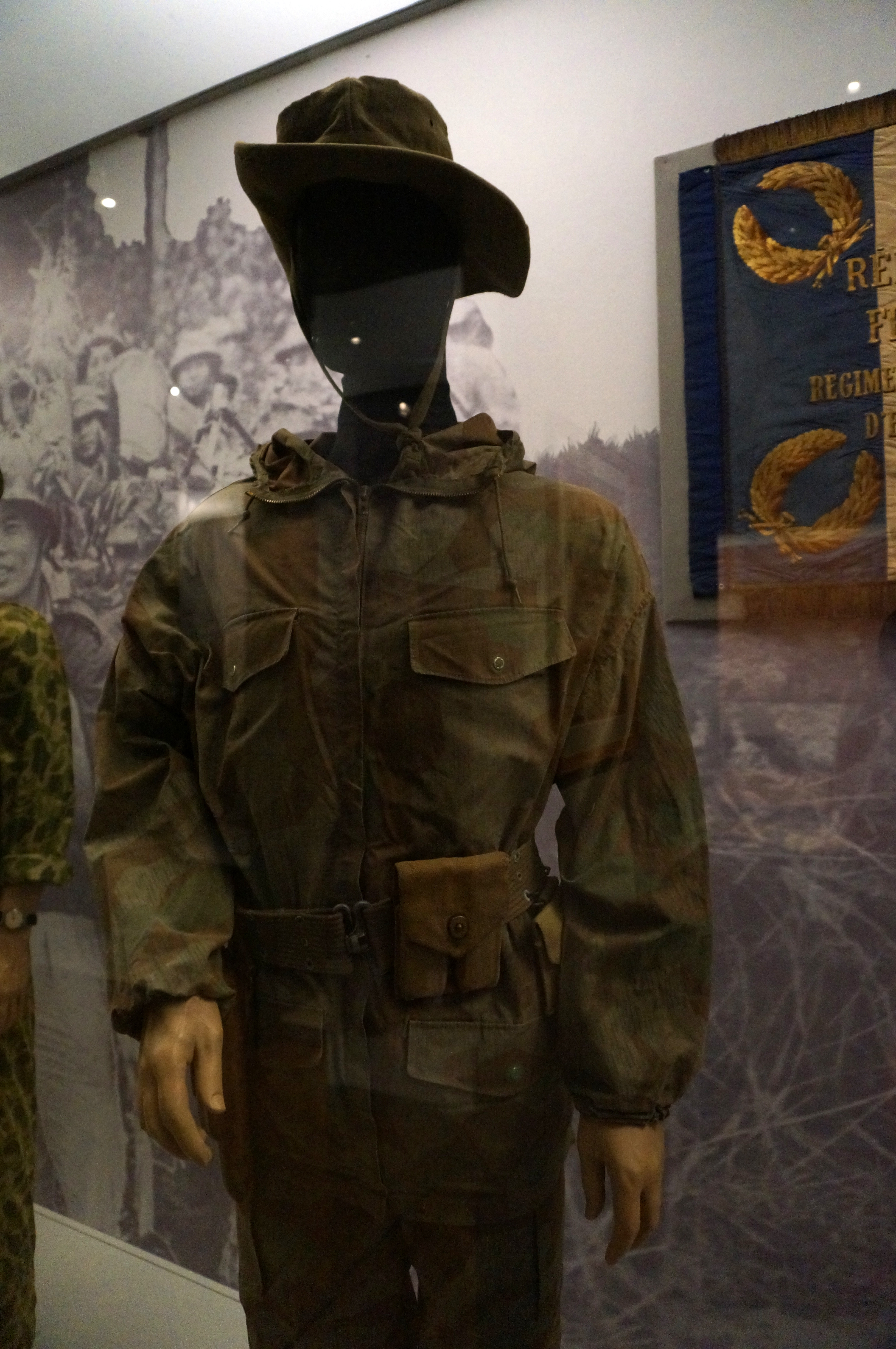
Uniforme de sous-officier du.

Le bataillon est constitué le 16 octobre 1948 à Fréjus, à quatre compagnies plus une compagnie de commandement et un état-major. Embarqué à Marseille en mars 1949, il débarque en avril à Haïphong, où il prend garnison (sauf la 3e compagnie à Cẩm Phả). Le bataillon est renforcé par la 205e compagnie de supplétifs militaires (CSM). En août, après l'opération Bastille, il s'installe à Phủ Lạng Thương.
Après deux années de garnison à Phủ Lạng Thương, le bataillon devient bataillon mobile en août 1952 et rejoint la route coloniale 6 (RC 6). En octobre, renforcé des commandos 29 et 34 (supplétifs locaux), il est intégré au groupe mobile no 7 et s'installe près de Phủ Lý (en). En janvier 1953, il est engagé dans l'opération Artois. De mars à juillet, il tient Nà Sản puis participe aux opérations Mouette et Concarneau.
En février 1954, il est aérotransporté à Luang Prabang pour repousser l'offensive communiste au Laos. Le mois suivant, il opère autour de Séno (en) puis de Paksé (RC 9 et RC 13).
Le 16 juin, le bataillon rejoint Kiến An (vi). Il est dissous le 30 septembre 1954 et devient le Ier bataillon du 22e régiment d'infanterie coloniale. Il est décoré de la croix de guerre des Théâtres d'opérations extérieurs avec une citation.

## Chefs de corps
- octobre 1948 - avril 1950 : chef de bataillon Jacquin[1],[2]
- avril 1950 - janvier 1951 : chef de bataillon Mouret[1]
- janvier 1951 - mars 1952 : chef de bataillon Belliard[1]
- mars 1952 - juin 1954 : chef de bataillon Elie[1]
- juin - septembre 1954 : chef de bataillon Eggenspiller (compagnon de la Libération)[4]

## Insigne

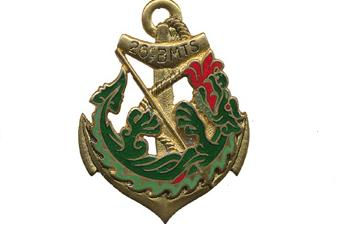
Insigne du, fabrication Drago.

Homologué H 773 le 20 avril 1950, l'insigne est fabriqué par la maison Courtois puis par la maison Drago. Il existe également en fabrication artisanale indochinoise.
L'historique de la composition de l'insigne est le suivant : « Représente sur le fond d'ancre traditionnel une sagaie (symbole de l'Afrique noire) abattant le dragon crachant des flammes rouges symbole du Viet-Minh. » L'insigne Courtois a un dragon d'une seule couleur et l'ancre porte l'inscription « 26 BMTS », l'insigne Drago a un dragon bicolore et saignant et l'ancre porte l'inscription « 26e BMTS »,.